# Emmy Kaemmerer
Emmy Kaemmerer verheiratete Behle (* 21. Mai 1890 in Hamburg; † unbekannt) war eine Hamburger Politikerin der SPD und Abgeordnete der Hamburgischen Bürgerschaft.

## Leben und Politik
Kaemmerer absolvierte die höhere Schule und hielt sich im Nachhinein längere Zeit im Ausland auf, arbeitete als Gewerkschaftsangestellte, war Mitglied der „Hamburgischen Kriegshilfe“ (1914/15) und der Gesellschaft für Arbeitsnachweis. Ab 1916 war sie aktives Mitglied der SPD.
Sie saß für die SPD in den Jahren 1919/20 in der Hamburgischen Bürgerschaft.